# Universitat de Magúncia Johannes Gutenberg
La Universitat de Magúncia Johannes Gutenberg (Johannes Gutenberg-Universität Mainz) és una universitat alemanya. La universitat, entre les deu primeres d'Alemanya en nombre d'estudiants, està ordenada en onze facultats diferents.
Deu el seu nom a Johannes Gutenberg, inventor de la impremta nascut a Magúncia.